# 田人町石住
田人町石住（たびとまち いしずみ）は福島県いわき市（田人地区）の大字である。郵便番号は979-0243。本項では同地域にかつて存在した菊多郡・石城郡石住村（いしずみむら）についても記す。

## 地理
いわき市南西部の田人地区に属し、地区内西部にあたる。北から東にかけ遠野町入遠野、南で田人町貝泊、西で石川郡古殿町大字松川・大久田に接する。概ね町村合併以前の菊多郡石住村の流れを汲む地域である。二級水系鮫川中流左岸、及び鮫川水系入遠野川支流清道川上流域を主な範囲とする。域内のほとんどを山林が占め、川沿いの谷間のわずかな平地に畑や水田があり、街道沿いを中心に集落が点在する。南側の境界となる鮫川に沿い福島県道14号いわき石川線が通過し、戸草川に沿い福島県道390号才鉢前山線が南へ分岐する。植田町内に所在するいわき南警察署及び田人町旅人に所在する勿来消防署田人分遣所がそれぞれ管轄にあたる。

### 河川
二級水系鮫川水系
- 鮫川
  - 清道川（入遠野川支流）
  - 戸草川
  - 第2神山川
  - 第1神山川
  - 栃沢川
  - 貝屋川
  - 石住沢

## 世帯数と人口
2017年（平成29年）4月1日現在の世帯数と人口は以下の通りである。
| 大字             | 世帯数 | 人口  |
| ---------------- | ------ | ----- |
| 田人町石住字石住 | 17世帯 | 47人  |
| 田人町石住字貝屋 | 4世帯  | 10人  |
| 田人町石住字綱木 | 7世帯  | 10人  |
| 田人町石住字神山 | 8世帯  | 16人  |
| 田人町石住字才鉢 | 11世帯 | 33人  |
| 計               | 47世帯 | 116人 |

## 歴史

### 沿革
- 幕末時点では菊多郡に所属。棚倉藩領。
- 1868年（慶応4年）2月1日 - 棚倉藩が白河藩に転封（実行されず）。
- 1868年（明治元年）12月24日 - 白河藩が棚倉藩に転封のうえ減封（現状に即した形となる）。
- 1871年（明治4年）
  - 7月14日 - 廃藩置県により棚倉県の管轄となる。
  - 11月2日 - 第1次府県統合により平県の管轄となる。
  - 11月29日 - 平県が磐前県に改称。
- 1876年（明治9年）8月21日 - 第2次府県統合により福島県の管轄となる。
- 1889年（明治22年）4月1日 - 町村制の施行により石住村が単独で自治体を形成。田人村・貝泊村・荷路夫村と4村で町村組合を結成。
- 1896年（明治29年）4月1日 - 所属郡が石城郡に変更。
- 1941年（昭和16年）4月1日 - 田人村に編入。同日石住村廃止。田人村の大字となる。
- 1966年（昭和41年）10月1日 - 田人村が平市・常磐市・磐城市・内郷市・勿来市、石城郡小川町・遠野町・四倉町・川前村・好間村・三和村、双葉郡久之浜町・大久村と合併していわき市が発足。田人町石住となる。

## 小・中学校の学区
市立小・中学校に通う場合、学区は以下の通りとなる。
| 番地 | 小学校               | 中学校               |
| ---- | -------------------- | -------------------- |
| 全域 | いわき市立田人小学校 | いわき市立田人中学校 |

## 交通

### 道路
- 福島県道14号いわき石川線
- 福島県道390号才鉢前山線

## 施設
- 旧いわき市立石住中学校・いわき市立石住小学校 - 学校統合に伴い廃校になった。
- 綱原集会所
- 熊野神社
- 大山祇神社
- 湯殿山神社